# 下一個還是你
《下一個還是你》（英語：Urban Legends: Final Cut）是一部2000年的砍杀电影，由約翰·奧特曼執導（本片是他的導演處女作），由珍妮花·摩利遜、馬修·戴維斯、哈特·波奇納、喬伊·羅倫斯、安東尼·安德森和洛蕾塔·迪瓦恩主演。除了導演之外，奧特曼還剪輯了這部電影並創作了配樂。本片是1998年《下一个就是你》的續集，也是系列的第二部电影，講述了一名電影專業學生被一名戴著击剑面具的連環殺手追杀，与此同时她關於都市傳說的學位論文電影的创作人員也被一一杀害的故事。
《下一個還是你》於1999年底拍攝，由哥倫比亞影業於2000年9月22日在美國發行。雖然收入只有前作的一半左右，但影片仍然很成功，凭借1400萬美元的預算獲得了3860萬美元的票房收入。這部電影在上映後受到評論家的普遍批評，2005年續集《下一個就是你：血腥瑪麗》未在院线发行。

## 剧情
著名電影學院阿爾卑斯大學的學生埃米·梅菲爾德不確定她的論文電影會是什麼。但在與保安里斯·威尔逊談起她之前工作的校園裡發生的一系列謀殺案後，她受到啟發，想拍一部講述以都市傳說的方式杀人的連環殺手的電影。與此同時，同学莉萨在她預定的出城航班前在酒吧與同學特拉維斯喝了一杯。離開酒吧時，她開始感到頭暈，並在衣帽間遭到襲擊后被綁架。她在裝滿冰的浴缸中醒來，發現她的腎臟已被摘除。被綁架者襲擊後，她試圖從窗戶逃走，但在逃跑過程中被斬首。
第二天，埃米正準備拍攝她的論文電影，但被指派的攝影師托比遺棄了，托比指責埃米竊取了他的論文創意。她又找了另一位攝影師西蒙開始拍摄电影。埃米的演員朋友桑德拉在一個場景中扮演受害者，她忘带鑰匙後回到空蕩蕩的工作室，却遭到襲擊並被剃刀砍死。她的虐杀录像带被偷换到电影胶片中放映，她的同学都观赏了她的死亡画面。埃米對這段鏡頭感到不安，無法弄清楚是誰拍攝的。然而，她的同学认为这就是影片的一部分。桑德拉的消失沒有引起注意，因為她第二天本應前往洛杉矶參加《仁心仁術》的試鏡。
特拉維斯在校園鐘樓中自殺，顯然是因為他的論文電影成績不佳，這使他失去了獲得大學亞弗列·希治閣獎的資格。在他的葬禮上，一名好萊塢導演之子，傲慢的格雷厄姆，主动提出要幫助埃米拍攝她的電影。她拒絕了，之後他向她透露他知道她的背景：她的父親是一位著名的紀錄片導演，而她對大多數同学都隱瞞了這一事實。葬禮後，埃米遇到了特拉維斯的雙胞胎兄弟特雷弗，特雷弗向她解釋說他认为他的兄弟是被謀殺的。後來，埃米正在錄製尖叫聲的配音，西蒙在外面被活活打死，他死亡时的声音無意間被錄了下來。在回放時，埃米遭到戴著击剑面罩的兇手的襲擊，在校園裡不停被追杀，但最终还是設法活了下来。
二年級學生斯坦和德克负责布景，他们在以前嘉年華用的废弃山洞里為埃米的電影准备拍攝另一個場景，却遭到襲擊並电死。埃米發現了屍體，並再次與遇上杀手，再次逃脫並通知警方，警方將死亡歸因於意外觸電。特雷弗前来安慰埃米。他們開始發生性關係，但特雷弗突然刺傷埃米，她醒了，才知道那祇是一場夢。埃米後來注意到钟塔內有一盞燈亮着。她去了那裡，發現她的朋友瓦妮莎正在等她。瓦妮莎是女同性戀，给她看了一張她收到的埃米寫給她的便條，信中說她對瓦妮莎有一些浪漫的感情。埃米解釋說這張紙條不是她寫的，这时她擔心兩人都是被引誘到这裡的。此时杀手现身，两人吓了一跳，埃米按下塔內的緊急按鈕，但杀手設法追到塔頂，埃米被兇手鎖在壁櫥裡，在那裡她發現了西蒙和桑德拉的屍體。掙脫束縛後，她發現瓦妮莎掛在钟上。埃米跑出塔樓撞见里斯，她通過校園安全系統收到了通知。
埃米拥入特雷弗的懷抱。後來，他告訴她，他發現所有受害者都曾為特拉維斯的論文電影工作。在觀看了特拉維斯的電影《人神》之後，他們懷疑托比是唯一還活著的電影製作人。他們綁架了托比，並把所羅門教授叫到一個空白的電影片場，把他們的懷疑告诉了他。然而，托比透露，特拉維斯谎称托比为其配乐以幫助他畢業，並承認他其实从未参与特拉維斯電影的制作。混亂中，所羅門揭露自己才是兇手，他企圖陷害埃米並窃夺希治閣獎。他把特拉維斯的電影挪用作他自己的電影来骗取奖金。一場混戰隨之而來，埃米從他手中奪過槍，並用槍指著他。所羅門撲向艾米，她朝他的腹部開槍。
在希治閣獎頒獎典禮上，特雷弗代表他的兄弟出席領獎。當他上台時，製作助理凱文以狙擊手的身份出現在房樑上，結果被里斯射中。原来，这是埃米的新電影《都市傳說》中的一個場景，托比和格雷厄姆正在為她拍攝這部影片。
後來，在一家精神病院裡，坐在輪椅上的所羅門看完了埃米的電影，一名護士問他是否喜歡這部電影。这位護士正是原版電影中的布倫達·貝茨，她告訴他，他們有很多共同點。

## 演员
- 珍妮花·摩利遜 饰 埃米·梅菲尔德
- 馬修·戴維斯 饰 特拉维斯·斯塔克 / 特雷弗·斯塔克
- 哈特·波奇納（英语：Hart Bochner） 饰 所罗门教授
- 洛蕾塔·迪瓦恩 饰 里斯·威尔逊
- 喬伊·羅倫斯 饰 格雷厄姆·曼宁
- 安森·蒙特 饰 托比·贝尔彻
- 伊娃·门德斯 饰 瓦妮莎·瓦尔德翁
- 傑西卡·考菲爾（英语：Jessica Cauffiel） 饰 桑德拉·彼得鲁奇
- 安東尼·安德森 饰 斯坦·华盛顿
- 麥可·巴考爾（英语：Michael Bacall） 饰 德克·雷诺兹
- 馬爾科·霍夫施奈德（英语：Marco Hofschneider） 饰 西蒙·賈布斯科
- 德瑞克·奧斯蘭 饰 P·A·凯文
- 杰茜达·芭瑞特 饰 莉萨
- 彼得·米勒德 饰 费恩医生
- 查斯·勞瑟（英语：Chas Lawther） 饰 帕特森院长
- 查克·坎貝爾（英语：Chuck Campbell） 饰 飛機上的极客
- 雅尼·吉爾曼（英语：Yani Gellman） 饰 罗布
- 吉納特·索薩 饰 莉比
- 羅里·費爾 饰 殺手空姐
- 蕾貝卡·蓋哈特（英语：Rebecca Gayheart） 饰 布伦达·贝茨（未署名客串）[4]